# Vierzipflige Mütze

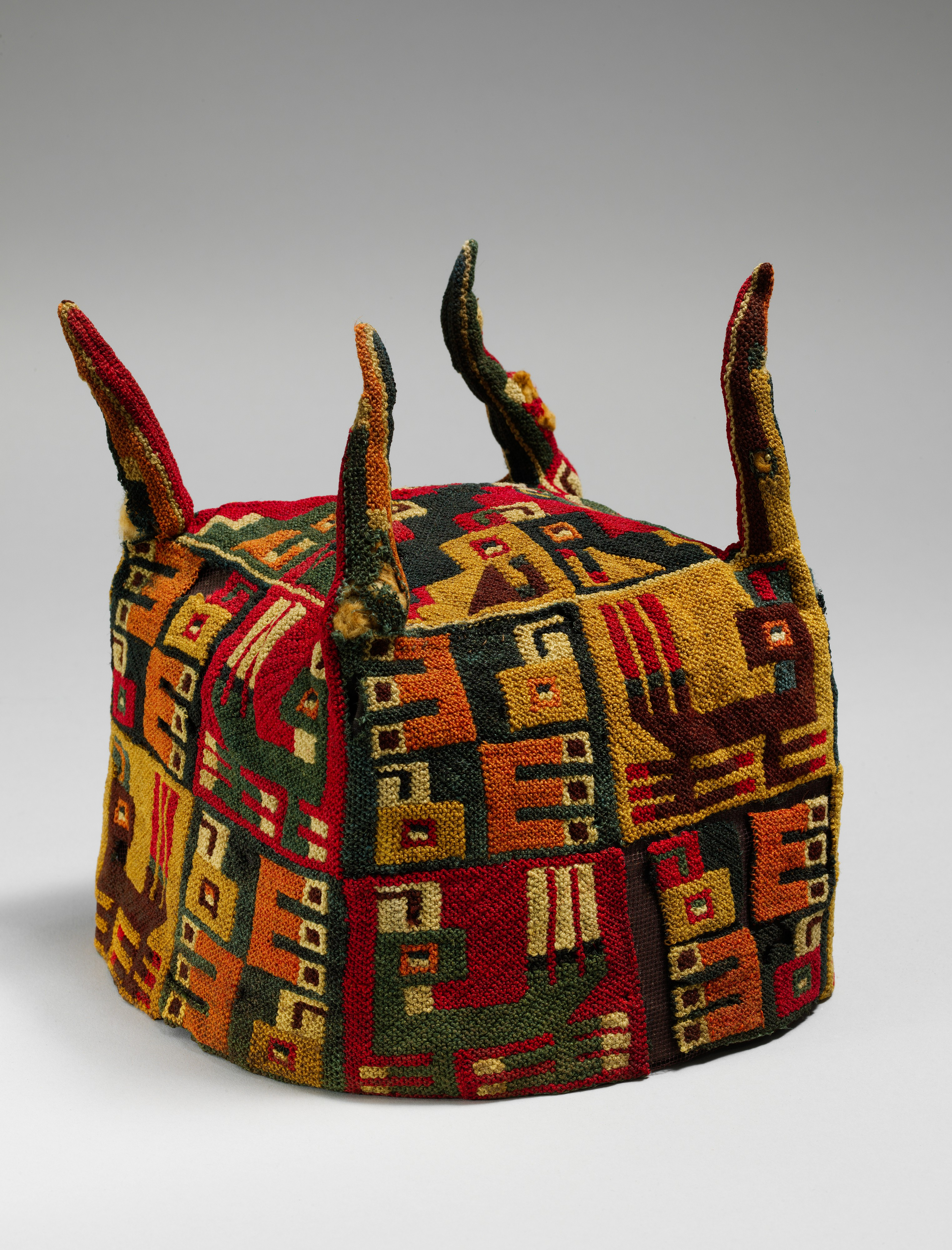
Vierzipflige Mütze der Wari-Kultur (5.–9. Jahrhundert)

Eine Vierzipflige Mütze ist eine Kopfbedeckung, die in präinkaischen Andenzivilisationen, insbesondere der Tiwanaku- und Wari-Kultur, verbreitet war. Die Archäologen Alexei Vranich und Charles Stanish nehmen an, dass die vierzipfligen Mützen der Elite vorbehalten waren. Kennzeichnend für die fein gewebten vielfarbigen Mützen ist die viereckige Form.

## Galerie

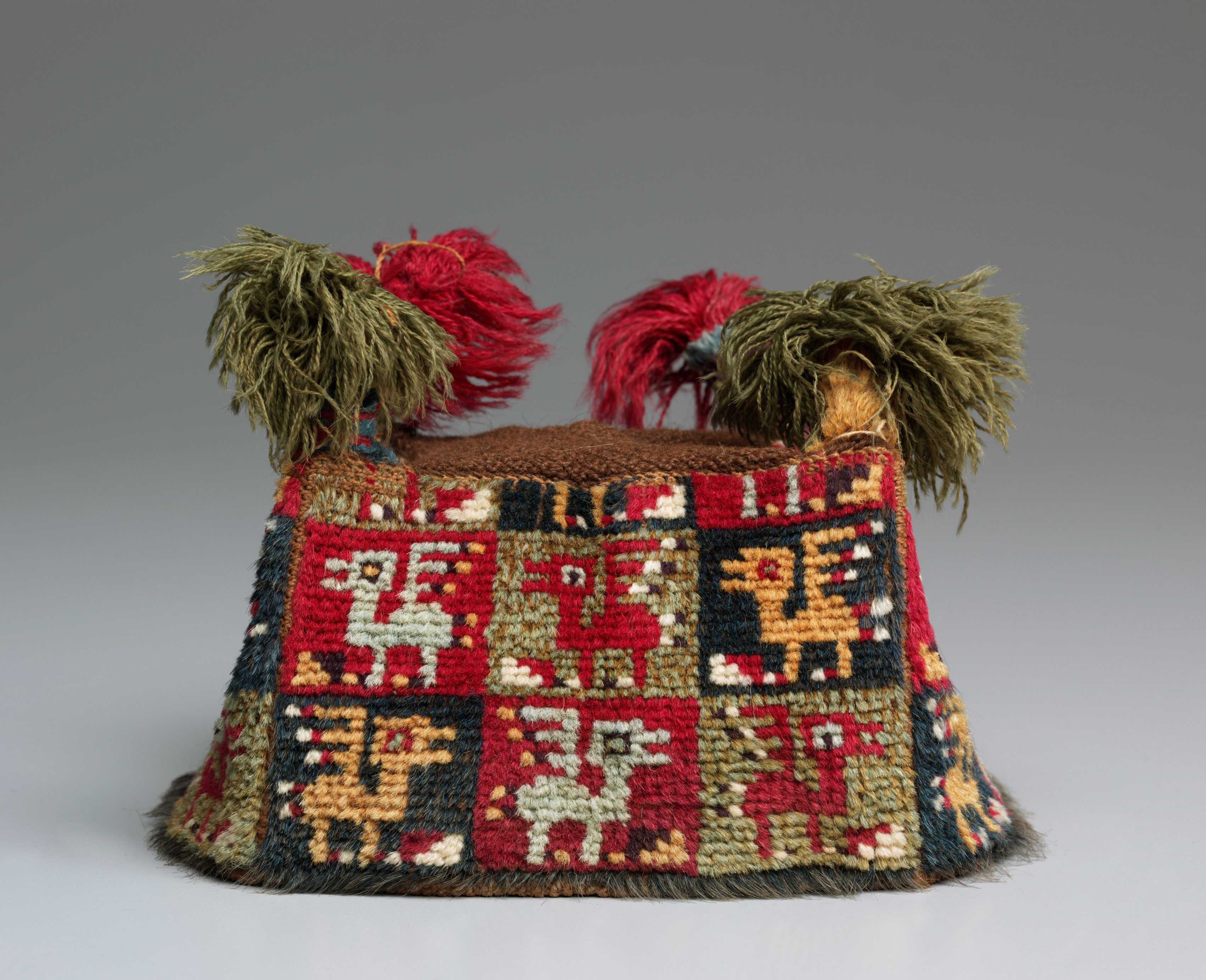
Vierzipflige Mütze der Wari-Kultur
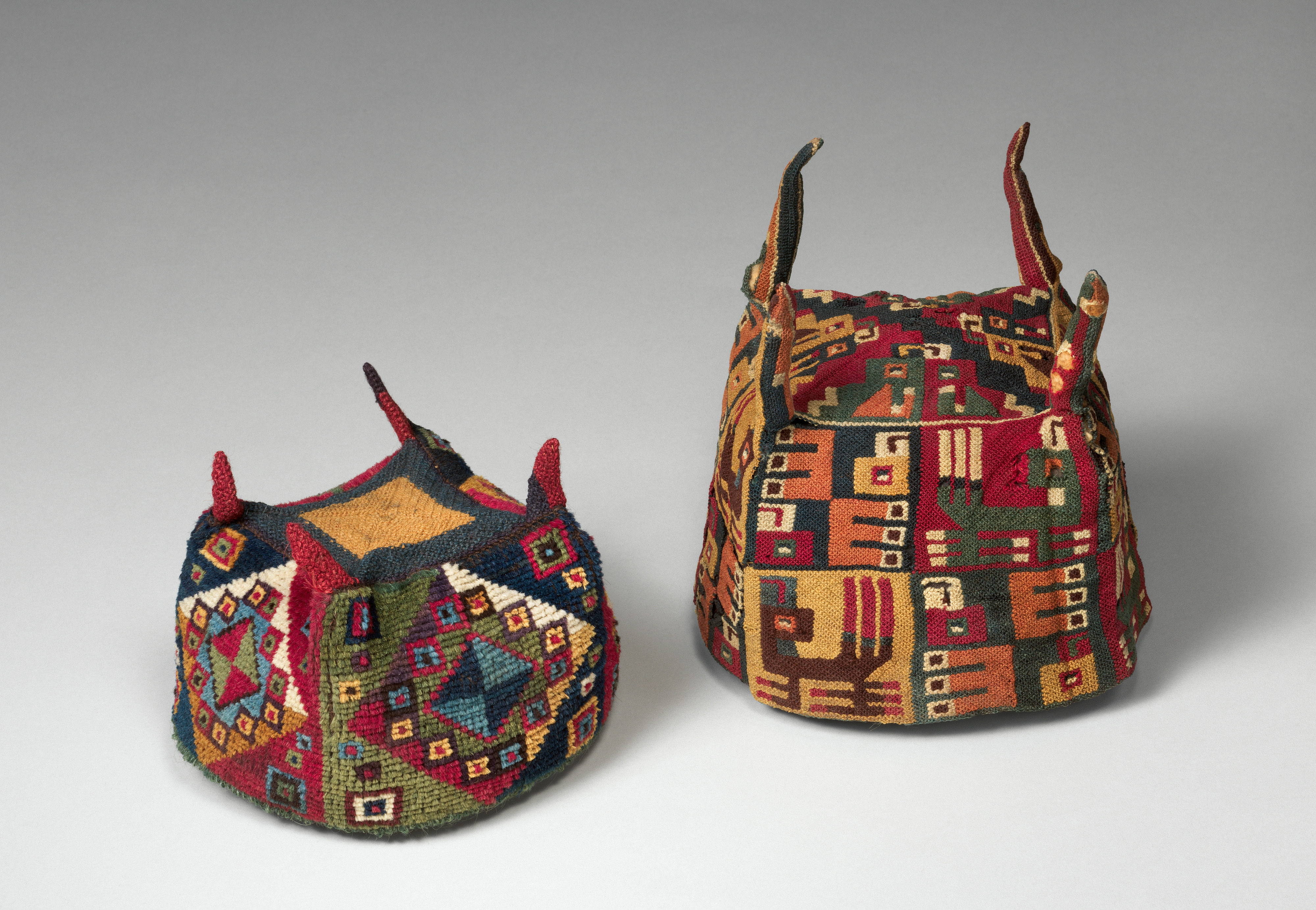
Vierzipflige Mützen der Wari-Kultur (7.–9. Jahrhundert)
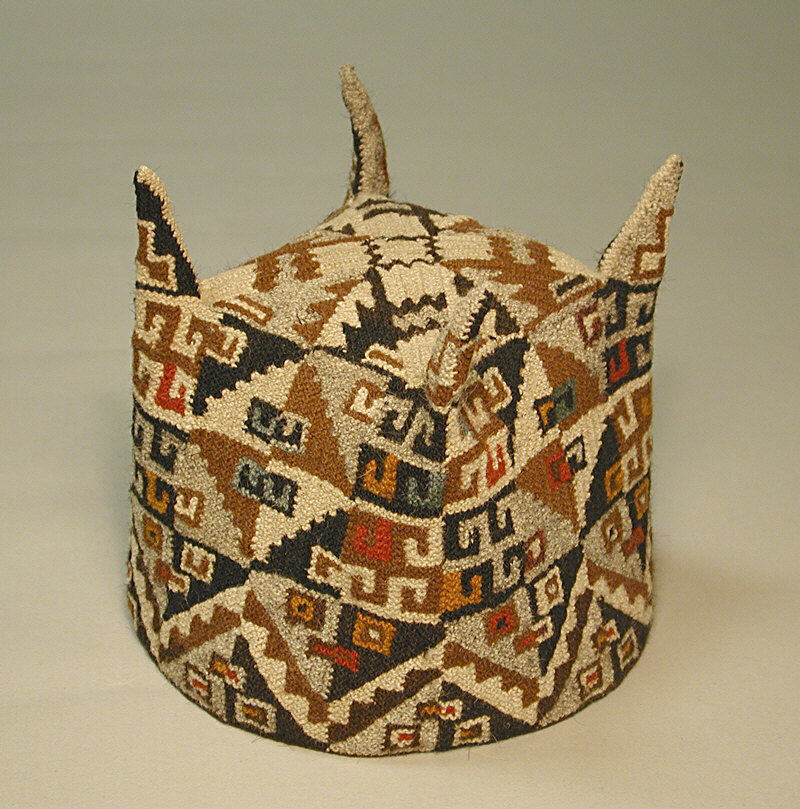
Vierzipflige Mütze der Tiwanaku-Kultur (7.–9. Jahrhundert)
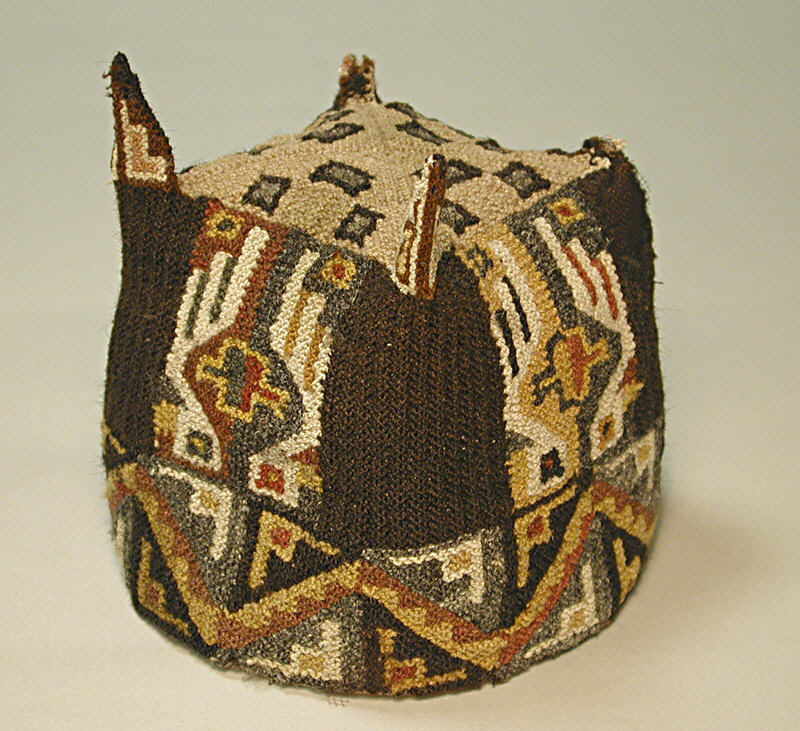
Vierzipflige Mütze der Tiwanaku-Kultur
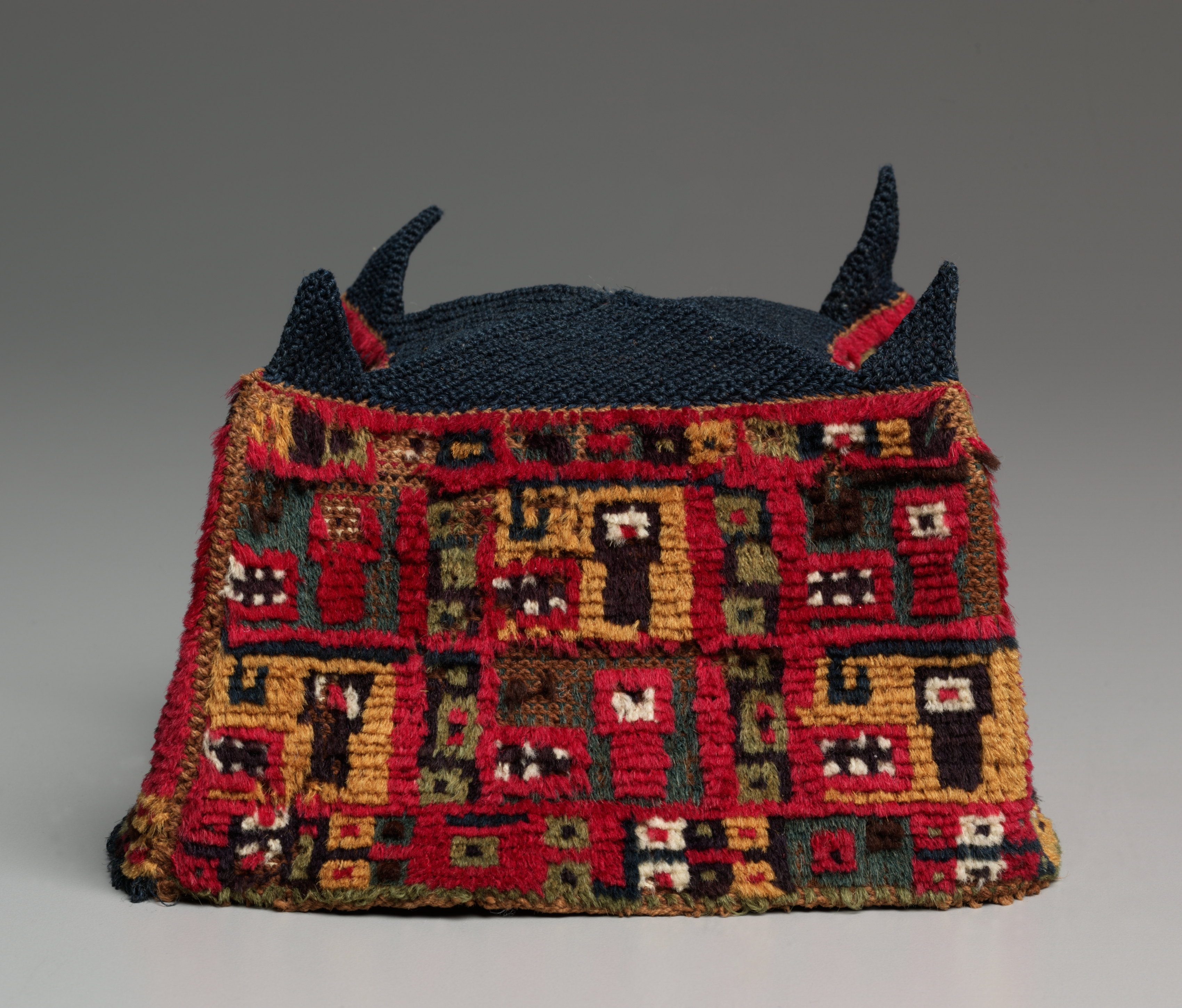
Vierzipflige Mütze der Wari-Kultur
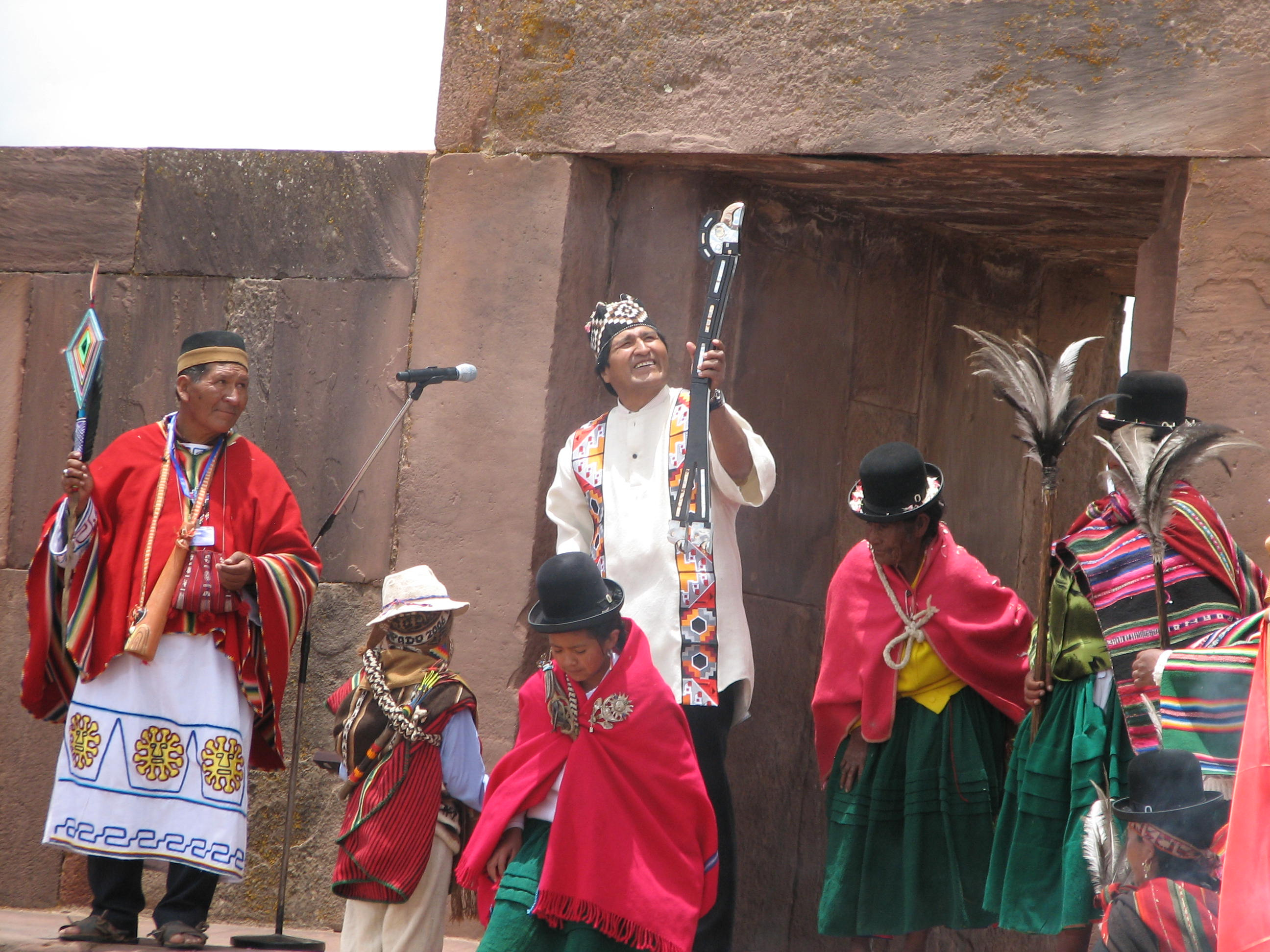
Evo Morales in Tiwanaku mit pseudo-tiwanakanischen Gegenständen und vierzipfliger Mütze